# Jaroszewo Pierwsze
Jaroszewo Pierwsze – wieś w Polsce położona w województwie wielkopolskim, w powiecie wągrowieckim, w gminie Mieścisko.
W latach 1975–1998 miejscowość administracyjnie należała do województwa poznańskiego.

## Zabytki
- Kościół filialny pod wezwaniem św. Kazimierza z 1906 roku.